# سادا جیکوبسون
سادا جیکوبسون (انگلیسی: Sada Jacobson؛ زادهٔ ۱۴ فوریهٔ ۱۹۸۳) شمشیرباز اهل ایالات متحده آمریکا است.